# Tokugawa Yoshinobu
El príncipe Tokugawa Yoshinobu (徳川慶喜 Tokugawa Yoshinobu?,  también conocido como Keiki, Koishikawa Edo, 28 de octubre de 1837-Bunkyō (Tokio), 22 de noviembre de 1913) fue un militar japonés. Séptimo hijo de Tokugawa Nariaki, daimio de Mito, fue el decimoquinto y último shōgun Tokugawa.

## Primeros años
Nacido con el nombre de Tokugawa Shichiromaru, perteneció a la línea Mito Tokugawa descendiente de Mito Kōmon (y por lo tanto descendiente del célebre Mito Komon de la serie ficticia). Su padre confió su educación en varios instructores que lo introdujeron en las artes, en el kenjutsu (esgrima japonesa), en las artes marciales, en la política y en la filosofía de gobierno; parece que ya desde joven habría demostrado un considerable carisma, grandes aptitudes para el liderazgo y una aguda inteligencia. La línea Mito, aunque fuese una de las tres ramas originarias de la familia fundada por el mismo Tokugawa Ieyasu (Gosanke), perdió importancia después de la fundación de otras tres ramas por parte de Tokugawa Yoshimune (Gosankyo), y por presión del padre fue adoptado por la familia Hitotsubashi, de la rama Gosankyo, aumentando la posición en la línea hereditaria del clan Tokugawa y por tanto del shogunato. Al llegar a la madurez asumió el nombre de Keiki.
A la muerte del shōgun Tokugawa Iesada en 1858, comenzó a sonar el nombre de Keiki para la sucesión, ya que había dado pruebas de discretas capacidades como daimyō de Mito y jefe del clan Hitotsubashi de los Tokugawa; pero una facción conducida por Ii Naosuke logró que Tokugawa Iemochi accediera al shogunato, pasando a ser el 14.º Shōgun, y Keiki y sus partidarios fueron puestos en arresto domiciliario.
Después del asesinato de Ii Naosuke en 1860, la situación cambió, y en 1862 Keiki entró a formar parte de los Rōjū, el consejo de cinco miembros que asesoraba al shōgun en sus decisiones. En este período, Keiki tuvo que enfrentarse a movimientos rebeldes en el feudo de Chōshū y a la política extranjera; en 1864 logró impedir que los rebeldes de Chōshū, aliados con Aizu y la Satsuma, pasasen de las puertas del edificio imperial, en la que se conoce como la rebelión de la puerta de Hamaguri (蛤御門の変 Hamagurigomon no Hen?).

## Shōgun Yoshinobu (1866)

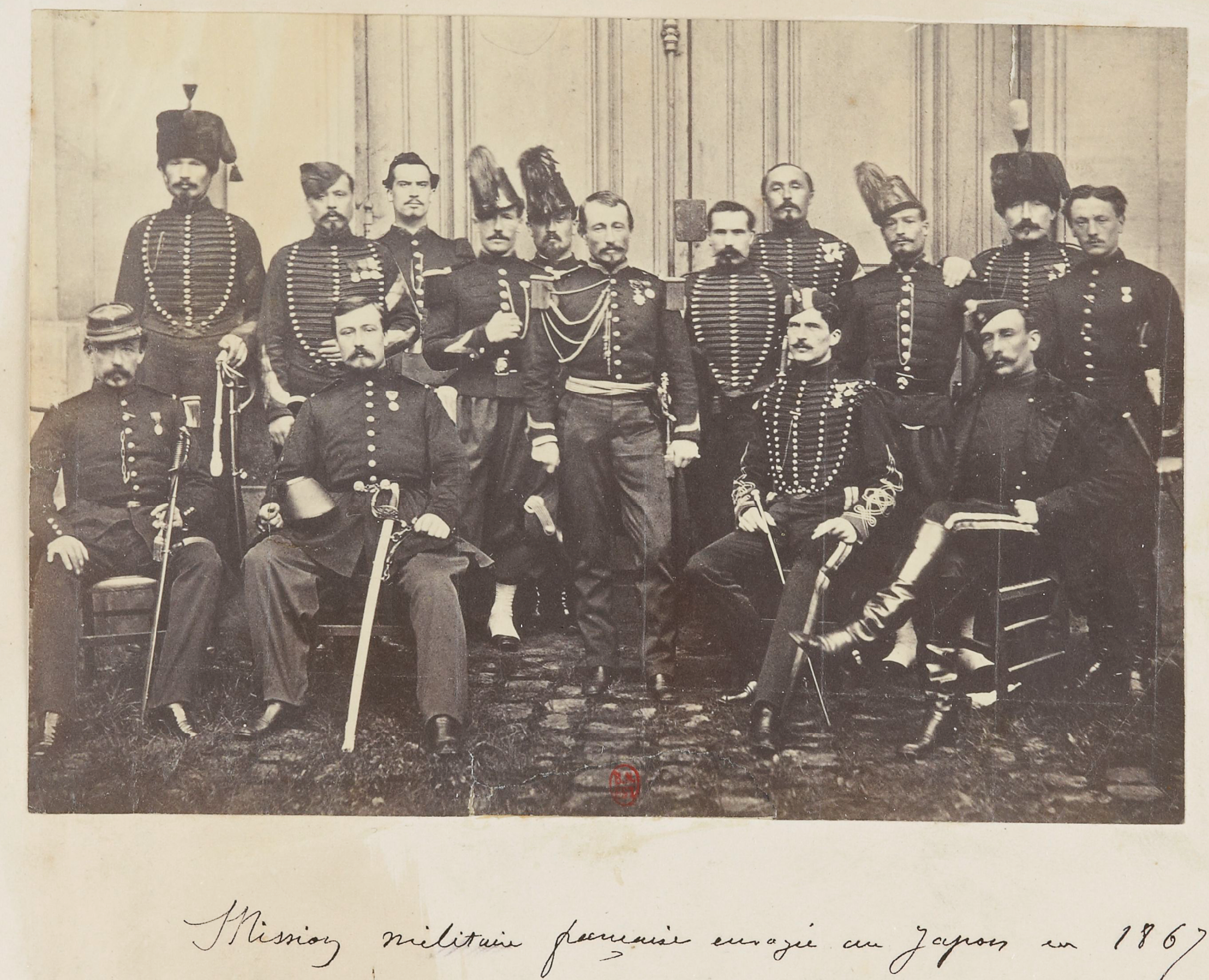
La misión militar francesa a Japón, invitada por Tokugawa Yoshinobu para la modernización de sus fuerzas, en 1867.

En 1866, el shōgun Iemochi enferma y muere, dejando al bakufu (gobierno) muy débil y perdiendo control, sin un sucesor lo bastante competente para que salvase al gobierno. Tokugawa Keiki fue respaldado por todos los Tokugawa y sus aliados como la única persona con la habilidad y experiencia requerida para acceder al cargo. Tokugawa Keiki se convirtió en el 15.º Shōgun Tokugawa en 1866, bajo el nombre de Tokugawa Yoshinobu.

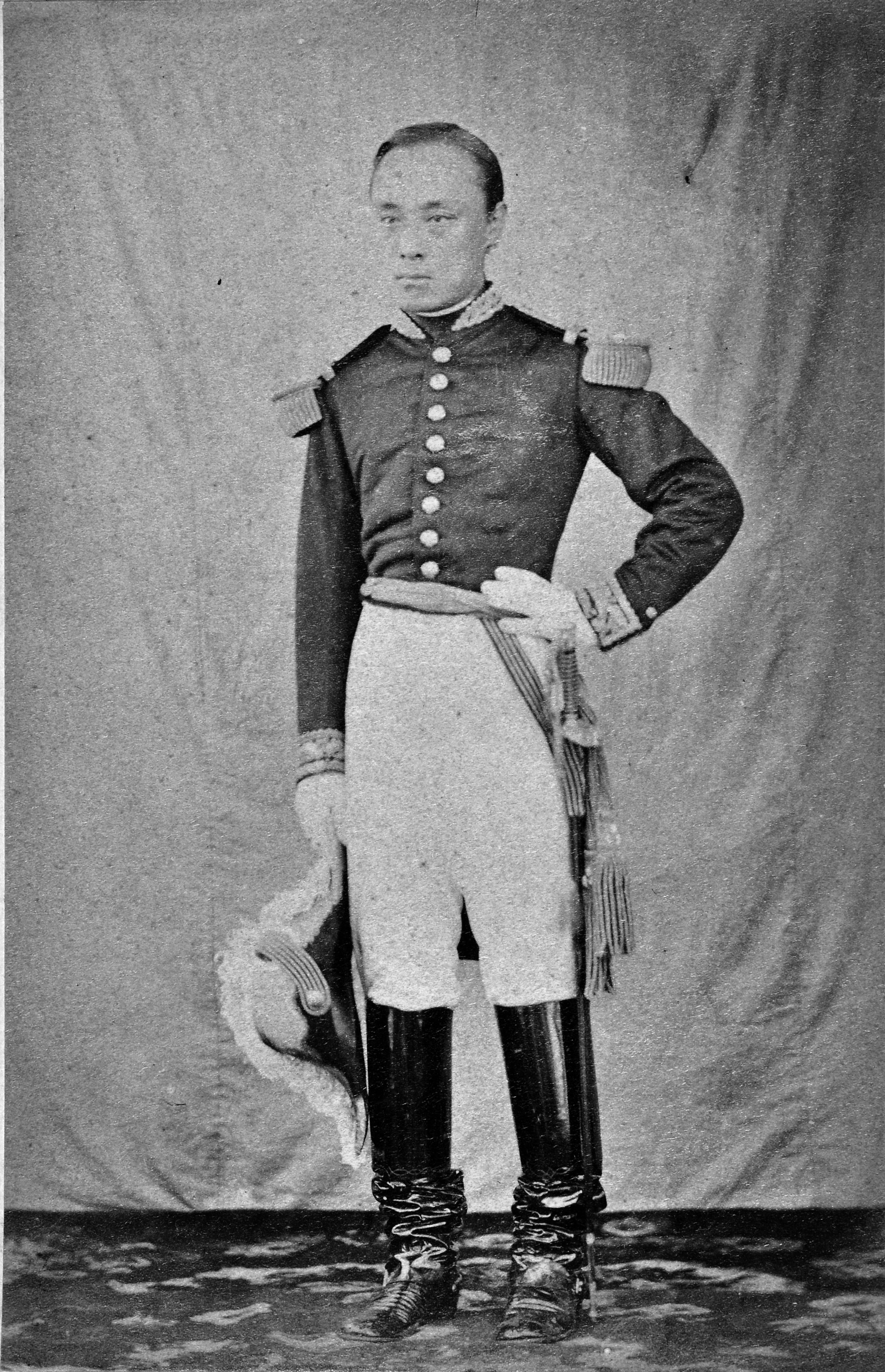
Tokugawa en uniforme militar francés, c.1867.

Al poco tiempo de la ascensión de Yoshinobu a shōgun, se iniciaron cambios esenciales. Se emprendió una concienzuda revisión del gobierno para iniciar reformas que reforzarían el gobierno de Tokugawa. En especial, se organizó la asistencia del Segundo Imperio Francés, con la construcción del arsenal de Yokosuka bajo órdenes de Léonce Verny, y el envío de una misión militar francesa para modernizar los ejércitos del bakufu.
Se formaron un ejército y una marina nacional, y la perspectiva era que el Shogunato Tokugawa iba ganando terreno mediante unas fuerzas y un poder renovados.

## Guerra Boshin (1867–1869)

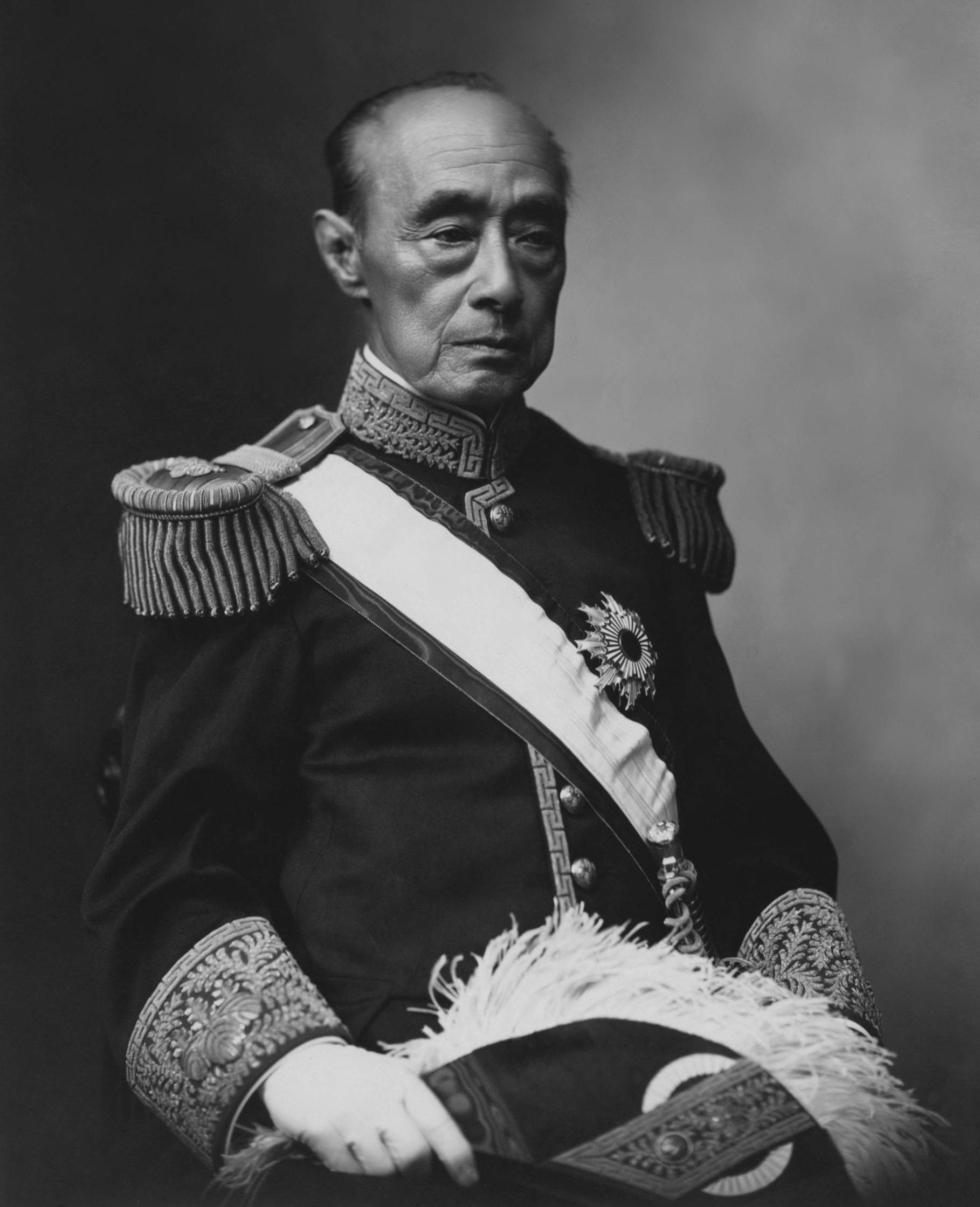
Una de las últimas fotografías oficiales de Yoshinobu.

Con el temor al fortalecimiento renovado de los Tokugawa bajo un mando fuerte y sabio, los daimyō de Satsuma, Chōshū y Tosa formaron una alianza para contrarrestar al bakufu. Bajo el lema de sonnō jōi y el temor de los radicales al nuevo Shogun como el "renacimiento de Ieyasu", el cual usurpara el poder del Emperador, libraron la Guerra Boshin contra el bakufu Tokugawa, ganando un nutrido apoyo de otros daimyos. Tras un número masivo de pérdidas por parte de los Tokugawa, Yoshinobu admitió que los Tokugawa no podrían ganar la guerra civil, y que Japón necesitaba estar más unido con las potencias extranjeras más poderosas.
En 1867, Yoshinobu renunció a su cargo de shōgun y le otorgó todo el poder al Emperador. Podría decirse que muchos de los poderes, obligaciones y responsabilidades del anterior shōgun fueron asumidos por hombres que eran conocidos como los "Tres grandes nobles" de la primera era Meiji: Okubo Toshimichi, Saigō Takamori y Kido Takayoshi.
Luego de su derrota en la Batalla de Toba-Fushimi (entre el 27 de enero y el 31 de enero de 1868) Yoshinobu se rindió y entregó el Castillo Edo (y por tanto la ciudad de Edo) a las fuerzas imperiales; inmediatamente fue puesto bajo arresto domiciliario, y despojado de todos sus títulos, tierras y poderes. Su sucesor adoptado era el joven Tokugawa Iesato, entonces conocido como Tayasu Kamenosuke. Más tarde fue liberado, cuando no demostró interés ni ambición en los asuntos nacionales. Se retiró a Shizuoka, donde también se había retirado Tokugawa Ieyasu, el fundador del Shogunato Tokugawa. En su vida retirada, Yoshinobu se permitió practicar muchas aficiones, como la pintura al óleo, el tiro con arco, la caza y la fotografía. Algunas de las fotografías de Yoshinobu han sido publicadas hace pocos años por su bisnieto, Yoshitomo.
En 1902, el Emperador Meiji le permitió restablecer su propia casa como una rama Tokugawa (bekke) con el puesto más alto de los títulos nobiliarios, el de príncipe (kōshaku), por su leal servicio a Japón. El príncipe Tokugawa Yoshinobu murió el 22 de noviembre de 1913 a las 4:10 p. m..

## Eras delbakufude Yoshinobu
- Keiō (1865-1868)
- Meiji (1868-1912)